# Іст-Верде-Естейтс (Аризона)
Іст-Верде-Естейтс (англ. East Verde Estates) — переписна місцевість (CDP) в США, в окрузі Гіла штату Аризона. Населення — 151 особа (2020).

## Географія
Іст-Верде-Естейтс розташований за координатами 34°17′54″ пн. ш. 111°21′52″ зх. д. / 34.29833° пн. ш. 111.36444° зх. д. (34.298272, -111.364552).  За даними Бюро перепису населення США в 2010 році переписна місцевість мала площу 6,48 км², уся площа — суходіл.

## Демографія
Згідно з переписом 2010 року, у переписній місцевості мешкало 170 осіб у 84 домогосподарствах у складі 50 родин. Густота населення становила 26 осіб/км².  Було 165 помешкань (25/км²).
Расовий склад населення:
| - 97,1 % — білих - 1,8 % — корінних американців - 1,2 % — осіб інших рас |

До двох чи більше рас належало 0,0 %. Частка іспаномовних становила 1,8 % від усіх жителів.
За віковим діапазоном населення розподілялося таким чином: 11,2 % — особи молодші 18 років, 60,6 % — особи у віці 18—64 років, 28,2 % — особи у віці 65 років та старші. Медіана віку мешканця становила 57,2 року. На 100 осіб жіночої статі у переписній місцевості припадало 93,2 чоловіка;  на 100 жінок у віці від 18 років та старших — 88,8 чоловіка також старших 18 років.
Середній дохід на одне домашнє господарство  становив 40 654 долари США (медіана — 34 408), а середній дохід на одну сім'ю — 44 557 доларів (медіана — 40 114). За межею бідності перебувало 22,4 % осіб, у тому числі 0,0 % дітей у віці до 18 років та 17,6 % осіб у віці 65 років та старших.
Цивільне працевлаштоване населення становило 56 осіб. Основні галузі зайнятості: сільське господарство, лісництво, риболовля — 44,6 %, мистецтво, розваги та відпочинок — 33,9 %, роздрібна торгівля — 21,4 %.